# Achterhoofdsligging

Achterhoofdsligging bij het begin van de indaling. Het achterhoofd zal door de spildraai verder naar voren draaien

Achterhoofdsligging is de normale manier waarop een mensenkind geboren wordt.
Bij een achterhoofdsligging daalt het kind in met gebogen hoofd. Voorliggend deel is de kleine fontanel.
Deze ligging stelt de schedelbeenderen in staat om enigszins onder elkaar te schuiven (moulage) waardoor de schedel nog iets kleiner wordt.
Omdat de achterhoofdsligging fysiologisch  is, is er in principe geen medische zorg nodig en kan de bevalling, wanneer er geen andere complicaties zijn, thuis plaatsvinden onder begeleiding van een vroedvrouw.
Medische zorg is (of wordt) echter nodig, wanneer er complicaties zijn gebleken (tijdens een vorige bevalling, tijdens de zwangerschap of rond deze bevalling); wanneer de baring stagneert, of wanneer de vrouw pijnbestrijding wenst.
De spildraai doet het achterhoofd, dat bij het begin van de indaling min of meer dwars staat, naar voren draaien, zodat de normale geboorte achterhoofdsligging achterhoofd voor  ontstaat.
Een gestoorde spildraai resulteert in een achterhoofdsligging achterhoofd achter. Deze liggingsafwijking  doet de bevalling stagneren. Wanneer tijdig ontdekt, zal de verloskundige trachten de spildraai alsnog op de normale manier te doen plaatsvinden. 
Als dit niet lukt, zal soms een tangverlossing nodig zijn, maar meestal kan een spontane geboorte worden afgewacht.